# Neo SOUND BEST
『Neo SOUND BEST』（ネオ・サウンド・ベスト）は、UVERworld初のベスト・アルバム。2009年12月9日にgr8!recordsから発売された。

## 概要
デビュー5周年、インディーズ活動を含め10周年を記念した初のベスト・アルバム。メジャーデビューしてからこれまでのシングル・アルバム曲の中から15曲、そのうち「CHANCE!」は新たにレコーディングした再録バージョン、インディーズ時代の楽曲「D-tecnoRize」の再録バージョンを加えた全16曲を収録。選曲はメンバー間で入れたい曲を一曲ずつ挙げていき収録されたもの。すべてのシングル表題曲が収録されているわけではない（3rdシングル「just Melody」未収録）。
通常盤・初回生産限定盤の2形態で発売。初回生産限定盤は三方背ボックス仕様、"UVERworld AwakEVE Tour09"の追加公演の映像や、これまでライブ映像化されていなかった「SHAMROCK」などを収録した特典DVD付。また通常盤にも初回仕様があり、スペシャルラッピング仕様、UVERworld特製クリスマスカードが封入されている。
ベスト・アルバムの発売に関しては、メンバー全員が「たかだか5年の活動で、自分たちはまだまだこれから」という理由で反対したが、スタッフとの協議を経てメンバー全員がベストアルバム発売を前向きにとらえ発売が決定した。
収録されている曲は全てリマスタリングされている。
初動売り上げでは前作『AwakEVE』を下回ったものの、現在に至るまでUVERworldのアルバムにおいて、オリコン集計で最高売り上げを記録している。出荷枚数は20万枚を突破した。初動売り上げのみの集計ながら、2009年の年間アルバムチャートでは79位にランクインした。
先着購入特典としてスペシャルポスターがプレゼントされた。

## 収録内容
CD
全編曲：UVERworld、平出悟
1. D-tecnoRize [4:59]
  - 作詞・作曲：TAKUYA∞

UVERworldの前身となるインディーズバンド『SOUND極ROAD』時代に制作された楽曲。のちの1stシングル「D-tecnoLife」の原曲にあたる。本作にてCD初収録（本作のために再録されている）。原曲の「D-tecnoRize」とは歌詞や曲調がまったく異なっている。サックスソロは誠果によるものではない。
2. CHANCE! (Re-Sing ver.) [4:33]
  - 作詞・作曲：TAKUYA∞　

2ndシングル。1stアルバム『Timeless』収録。PlayStation Portable用ゲームソフト『BLEACH ヒート・ザ・ソウル2』主題歌。本作のために再レコーディング、リミックスおよび、歌詞が一部変更された。
3. 儚くも永久のカナシ [4:12]
  - 作詞：TAKUYA∞, 作曲：TAKUYA∞、克哉

12thシングル。4thアルバム『AwakEVE』収録。MBS・TBS系機動戦士ガンダムシリーズ『機動戦士ガンダム00(セカンドシーズン)』第1期オープニングテーマ。
4. Roots [4:50]
  - 作詞：TAKUYA∞, 作曲：TAKUYA∞、彰

3rdアルバム『PROGLUTION』収録。『PROGLUTION』収録バージョンと比較しアウトロ部分が長い。
5. 激動 [5:34]
  - 作詞・作曲：TAKUYA∞

10thシングル「激動/Just break the limit!」の1曲目。4thアルバム『AwakEVE』収録。テレビ東京系アニメ『D.Gray-man』の第4期オープニングテーマ。オリジナルバージョンに存在した前奏の台詞がカットされている。
6. 99/100騙しの哲 [5:02]
  - 作詞・作曲：TAKUYA∞

4thアルバム『AwakEVE』収録。『AwakEVE』収録バージョンから前奏がカットされている。
7. ゼロの答 [4:16]
  - 作詞：TAKUYA∞, 作曲：彰

2ndアルバム『BUGRIGHT』収録。PS2用ゲームソフト『無双OROCHI』CMソング。
8. シャカビーチ〜Laka Laka La〜 [3:56]
  - 作詞・作曲：TAKUYA∞

8thシングル。3rdアルバム『PROGLUTION』収録。オリジナルバージョンはアルバム初収録。
9. 浮世CROSSING [4:32]
  - 作詞：TAKUYA∞, 作曲：TAKUYA∞、彰

9thシングル。3rdアルバム『PROGLUTION』収録。日本テレビ系連続テレビドラマ『働きマン』主題歌。
10. SHAMROCK [4:11]
  - 作詞・作曲：TAKUYA∞

5thシングル。2ndアルバム『BUGRIGHT』収録。フジテレビ系連続テレビドラマ『ダンドリ。〜Dance☆Drill〜』『ダンドリ娘』主題歌および、『music.jp』CMソング。
11. 優しさの雫 [5:04]
  - 作詞：TAKUYA∞, Alice ice, 作曲：TAKUYA∞、彰

1stスタジオ・アルバム『Timeless』収録。
12. モノクローム〜気付けなかったdevotion〜 [4:20]
  - 作詞：TAKUYA∞, 作曲：TAKUYA∞、克哉

7thシングル「endscape」カップリング曲。アルバム初収録。
13. 君の好きなうた [4:19]
  - 作詞・作曲：TAKUYA∞

6thシングル。2ndアルバム『BUGRIGHT』収録。TBS系連続バラエティ番組『恋するハニカミ!』10～12月テーマソング。
14. 恋いしくて [5:18]
  - 作詞：TAKUYA∞, 作曲：TAKUYA∞、克哉

11thシングル。4thアルバム『AwakEVE』収録。
15. 哀しみはきっと [5:18]
  - 作詞：TAKUYA∞, 作曲：TAKUYA∞、平出悟

14thシングル。TBS系連続テレビドラマ『小公女セイラ』主題歌。
16. D-tecnoLife [3:53]
  - 作詞・作曲：TAKUYA∞

1stシングル。1stアルバム『Timeless』収録。テレビ東京系連続テレビアニメ『BLEACH』オープニングテーマ。

## 演奏
- 本間将人：サックス (#1)
- SEIKA：サックス (#11)
- 弦一徹：ストリングス：ストリングス (#13.14.15)
- 灰野一平：ピアノ (#14)

## 初回生産限定盤
DVD
AwakEVE TOUR '09 YOKOHAMA BLITZ
- 2009年2月27日から5月7日にかけ行われた全国ツアー"UVERworld AwakEVE Tour09"の追加公演である5月4日のYOKOHAMA BLITZでの公演内容を収録したライブ映像。
- 4thライブDVD『AwakEVE TOUR '09』に収録されている曲は「※」を付記。

1. UNKNOWN ORCHESTRA ※
2. 儚くも永久のカナシ
3. コロナ
4. ai ta 心 ※
5. 99/100騙しの哲
6. 畢生皐月プロローグ
7. 神集め
8. Nitro
9. Roots
10. 激動 ※

PROGLUTION TOUR 2008 NHKホール
- 「SHAMROCK」のライブ映像を収録。
- 2008年3月18日から6月6日にかけ行われた全国ツアー"UVERworld PROGLUTION TOUR 2008"における、4月9日のNHKホールでの公演内容を収録したライブ映像。
- 「SHAMROCK」は、2ndライブDVD『PROGLUTION TOUR 2008』未収録であり、既発映像作品においても映像化されていない。

2008 Premium LIVE at 日本武道館
- 「brand new ancient」のライブ映像を収録。
- 2008年12月5日、日本武道館にて行われた"UVERworld 2008 Premium Live at NIPPON BUDOKAN"でのライブ映像。
- 「brand new ancient」は、3rdライブDVD『UVERworld 2008 Premium LIVE at 日本武道館』未収録。

### 付属品
- 三方背ボックス仕様

## 初回仕様限定盤
- スペシャルラッピング仕様
- UVERworld特製クリスマスカード封入